# You Drove Me to It
You Drove Me to It è un singolo del gruppo post-hardcore britannico Hell Is for Heroes, pubblicato nel 2002.

## Distribuzione
Il disco è stato pubblicato in due edizioni:
- la prima, edita dalla Wishakismo Recordings, è stata distribuita nel Regno Unito dal 28 gennaio 2002 in formato CD, ed è arrivata in 63ª posizione nella Official Singles Chart,[4]
- la seconda, edita da EMI e Chrysalis Records, in Europa è stata distribuita nel 2002 in formato 7" e nel 2003 in formato CD ed ha guadagnato la 28ª posizione nella UK Singles Chart[5]. Negli Stati Uniti è stata pubblicata il 26 marzo 2002.[2]

## Tracce

### Wishakismo Recordings
1. You Drove Me to It – 3:01
2. Kill The Silence
3. Things Fall Apart

### EMI/Chrysalis
Edizione europea (7")
1. You Drove Me to It – 3:01
2. Inside

Edizione europea (CD)
1. You Drove Me to It – 3:01
2. Inside
3. Gravity
4. You Drove Me to It (video)

Edizione statunitense
1. You Drove Me to It – 2:38
2. Night Vision – 3:10
3. Sick/Happy – 3:06

## Formazione
Cast artistico
- William McGonagle - chitarra
- Jamie Findlay - basso
- Joseph Birch - batteria
- Justin Schlosberg - voce
- Tom O'Donoghue - chitarra

Cast tecnico
- Magnus Lindberg - ingegneria del suono
- Miles Wilson - ingegneria del suono
- Eskil Lövström - registrazione, missaggio, produzione
- Pelle Henricsson - registrazione, missaggio, produzione, masterizzazione